# Disney Publishing Worldwide
Disney Publishing Worldwide est une filiale de la Walt Disney Company qui gère les nombreuses publications utilisant des personnages de Disney de par le monde. Elle est rattachée à la division Disney Consumer Products de la société qui est consacrée aux « produits de consommation ».
L'histoire de la société remonte aux premières publications de bandes dessinées Disney dans les années 1930 mais ce n'est qu'en 1950 qu'une société, Walt Disney Publications, a été créée pour dissocier les productions non cinématographiques de la filiale mercantile Walt Disney Entreprises et regrouper les activités liées à l'édition. Auparavant, ces productions étaient supervisées par un département. Ironie du sort, la partie édition est revenue dans le giron des "produits de consommation".
Le Disney Book Group, regroupant les différentes entités d'édition aux États-Unis est une importante entité de cette filiale. Il a été créé en 1991, au même moment que Disney Press. La société possède deux sièges sociaux, l'un à White Plains, État de New York et l'autre à Milan, en Italie. La société fut temporairement rattachée au début des années 2000 à un groupe de Buena Vista nommé Buena Vista Publishing Group.
Disney Publishing vend 274 titres de magazines et 120 millions de livres pour enfants par an. Les livres, magazines et autres publications sont publiées dans 74 pays et 55 langues. Disney annonçait en 2002 que 100 millions d'enfants par mois lisent leurs publications.
Il existe aussi une filiale nommée Walt Disney Music Publishing pour la gestion des droits sur les partitions musicales produites par Disney et qui est rattachée au Disney Music Group.

## Historique

### 1930-1945: Une distribution internationale rapide

#### Débuts aux États-Unis
La première bande dessinée (comic strip) Disney est Mickey dans l'île mystérieuse publiée dans plusieurs quotidiens américains à partir du 13 janvier 1930 et dessinée par Ub Iwerks,. Les premières histoires sont distribuées aux États-Unis par le syndicat de producteurs-éditeurs King Features Syndicate. Iwerks réalise les strips durant un mois puis est remplacé par Win Smith, remplacé au bout de trois mois par Floyd Gottfredson qui dirigera la production de comics jusqu'en 1975. Le premier livre est Mickey Mouse Book publié en 1930 par Bibo-Lang et contenant une histoire de Bobette Bibo, fille de l'éditeur. Un second livre est édité en 1931 par David McKay, premier d'une série de livres chez cet éditeur.
Le 10 janvier 1932, une nouvelle série de bande dessinée débute avec une parution hebdomadaire nommée Mickey Mouse Sunday, dessinée par Manuel Gonzales jusqu'en 1962. La même année, les Silly Symphonies ont eu leur propre série de planches hebdomadaires, parues dans les quotidiens américains de 1932 à 1945 ainsi qu'en 1950 et 1951.
Le premier comic (format livre) Disney est The Mickey Mouse Magazine, qui sort sous une première version en 1930, une seconde en 1932 puis une troisième version en octobre 1935, c'est cette dernière qui adoptera dans les années 1940 un format classique pour ce type de publications,. La troisième publication était éditée par Hal Horne avec l'idée d'une revue périodique distribuée dans les stands de presse sans but promotionnel par rapport aux deux autres publications. Mais Horne ne rentrait pas dans ses frais et dès 1936 Kay Kamen reprend le magazine. Ce nouveau format prend ensuite le nom de Walt Disney's Comics and Stories. L'éditeur Blue Ribbon publie le premier livre animé de Disney en 1933 au travers d'une licence de Wihtman Books, futur Western Publishing.
La bande dessinée quotidienne de Donald Duck débute elle le 7 février 1938, dessinée par Al Taliaferro jusqu'à sa mort en 1969. Elle est rapidement suivie par une édition hebdomadaire. D'autres publications existent aussi comme les Silly Symphonies (hebdomadaire), les « spéciales films » dédiées aux longs métrages d'animation, les Uncle Remus Sunday (d'après les personnages du film Mélodie du Sud), les Drôle de zoo (Merry Menagerie), True-Life Adventures, Scamp et Winnie l'ourson.

#### Internationalisation

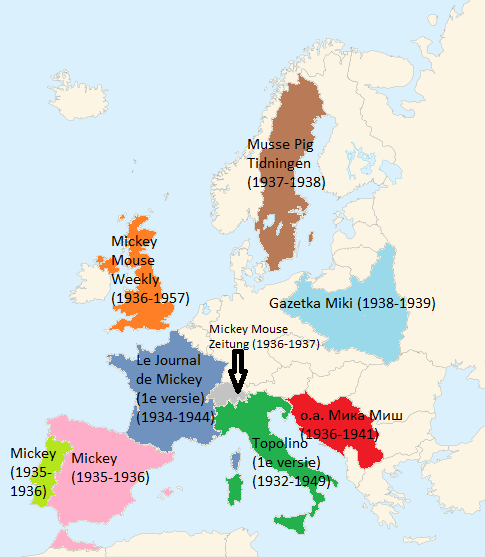
Les magazines Disney en Europe avant la Seconde Guerre mondiale

Durant les années 1930, un grand nombre d'histoires de Mickey apparaissent, aux États-Unis mais également en Europe (Angleterre, Serbie, Italie), parfois sans licence officielle.  Les premières histoires de Mickey Mouse ont été publiées au Brésil en 1930 dans le magazine O Tico Tico sous le nom Ratinho Curioso (la « Souris curieuse »). En 1934, les histoires sont publiées dans le  Suplemento Juvenil du journal d'Adolfo Aizen.
En 1932, Disney autorise un journal italien à reproduire et traduire les histoires en Italie dans des magazines, nommé simplement Topolino (le nom italien de Mickey) publié par Mondadori, à partir de décembre 1932. Dès les débuts de cette publication, des histoires originales sont produites par des auteurs italiens dont Giove Toppi.
Elles apparaissent en France dans Le Journal de Mickey, par l'intermédiaire d'Opera Mundi, dès 1934,, qui possèdent les droits de distribution de KFS pour une bonne partie de l'Europe.
Le magazine britannique Mickey Mouse Weekly est publié au Royaume-Uni à partir du 8 février 1936.
En 1937, Musse Pig Tidningen est lancé en Suède par Åhlen & Åkerlunds mais s'arrête dès 1938.

### 1945-1961: Développement à l'international
Après la Seconde Guerre mondiale, la production se rationalise et les éditeurs sous licence Disney reprennent les bandes dessinées américaines publiées dans les quotidiens et comic books. Cependant, dans certains pays, le besoin d'histoires nouvelles est tel qu'une production locale apparait, notamment en Italie et dans les pays scandinaves.
En 1945, Aizen en visite en Argentine rencontre les frères Civita qui ont fondé Editora Abril quelques années auparavant et dès l'année suivante ils forment un partenariat pour lancer un magazine avec des personnages Disney sous licence, nommé Seleções Coloridas qui est alors édité par Editora Brasil-América (EBAL), société fondée le 18 mai 1945.
En 1947, Dell Comics lance la publication du comic Uncle Scrooge aux États-Unis.
En 1949, le journal italien Topolino est remplacé par un magazine homonyme Topolino.
En 1950, Roy O. Disney décide d'avoir deux départements dissociés, l'un pour la gestion des licences, nommé Character Merchandising et l'autre pour l'édition, nommé Publications, future Disney Publishing. Jimmy Johnson explique qu'il était en conflit avec son responsable Oliver B. Johnston dont la méthode de direction du service des licences avait provoqué beaucoup de confusion. Après avoir été obligé de résoudre une crise dans le bureau new-yorkais durant un mois, Johnston resté en Californie avait trouvé un nouvel assistant et propose alors à Jimmy Johnson de rester définitivement à New York. Johnson refuse et Johnston ne lui propose aucun autre poste. Roy Disney a donc résolu le problème en scindant la division en deux, d'un côté les licences des personnages de l'autre les publications, comprenant les bandes dessinées et la musique.
À partir de 1950, Abril s'installe au Brésil sous le nom Editora Primavera. La première publication Pato Donald débute le 12 juillet 1952.
En 1952, un comic Donald Duck est publié de manière mensuelle aux États-Unis tandis qu'Uncle Scrooge est repris par Western Publishing.
La production hollandaise démarre en 1953 avec Ed Lucaks, un dessinateur d'origine hongroise.
La production danoise débute en 1959 avec Niels Rydahl, l'un des premiers dessinateurs danois.
En 1960, le Reader's Digest édite au Japon des albums regroupant des histoires des personnages Disney sous le titre Disney Nokumi (ディズニーの国, Mondes de Disney) et poursuit la publication jusqu'en 1964,.

### 1960-1990: Plusieurs programmes locaux
Durant les années 1950, Oliver B. Johnston insiste régulièrement auprès de Roy O. Disney pour regrouper Disney Publishing et Disney Character Merchandising. Johnston obtient gain de cause en 1961 et les deux entités sont regroupées en 1962. Jimmy Johnson conserve lui la direction des labels musicaux, Walt Disney Records. En 1962, Western Publishing distribue les comics de Disney sous le nom Gold Key Comics et non plus avec Dell Comics. La Western Publishing et Dell Comics étaient associées depuis 1938 mais elles rompent leur accord pour des raisons financières. Comme c'est la Western qui a négocié les licences avec Disney ou Warner, elle les conserve et profite de cet avantage pour publier elle-même les comics mettant en scène ces personnages. Pour cela elle fonde le 2 mai 1962, la maison d'édition Gold Key Comics avec un début des parutions en juin.
Pour répondre au besoin international de nouvelles histoires, Disney crée en 1962 le Studio program, un programme de création d'histoires destinées aux magazines en Europe et Amérique du Sud. Ce programme prend fin en 1990, alors que d'autres pays (Brésil, Italie, Danemark, France) ont développé leur propre production à la demande de Disney.
En 1964, la publication japonaise est reprise par Kōdansha sous le titre Disneyland (ディズニーランド), qui se poursuit encore.
En 1965, Western Publishing demande l'autorisation de proposer un publipostage pour distribuer un coffret de quatre livres intitulé The Wonderful World Of Walt Disney, publié au travers de sa filiale Golden Press. La division musicale de Disney avait adopté ce système 18 mois plus tôt à la suite d'une réorganisation et pour lutter contre de mauvais résultats financiers depuis 1957. Jimmy Johnson suppose que cette autorisation accordée à Western Publishing à l'opposé de la politique de tout faire en interne en vigueur depuis les années 1950 est liée à un sentiment de culpabilité vis-à-vis de l'éditeur qui avait soutenu Disney pour le projet Disneyland à l'instar d'ABC mais dont le retour sur investissement était bien plus faible.
En 1971, Walt Disney Productions entame un procès contre le groupe de dessinateurs Air Pirates incluant Dan O'Neill, auteurs d'un comics underground intitulé Air Pirates Funnies, qui publiait des histoires non autorisées des personnages de Disney.. En 1972, une injonction de la court précise que la plainte concerne une vision « dégradée, obscène et insultante » des personnages de Mickey et Minnie Mouse en plus des violations de copyrights. Disney en la personne de son avocat John Hoffman précise que c'est la première fois que le studio procède de la sorte pour des utilisations non autorisées de ses personnages. Le contenu, de ce que les auteurs évoquent comme des parodies, est résumé ainsi « Donald en voyeur surprend Minnie Mouse nue tandis que Bucky Bug a des rapports avec June Bug ». Mark Arnold considère les histoires non pas insultantes mais trop proches des productions sans en être non plus des parodies.
En 1972, Random House lance un club de livres qui touche plusieurs millions de lecteurs. En 1974 deux titres de Fawcett Publications sont stoppées, le comics Walt Disney's Fun to Know le 8 janvier après 16 numéros et le magazine Disneyland le 30 juillet après 99 numéros.
En 1977, Procter & Gamble propose le Disney Magazine gratuitement dans les supermarchés en échange de l'achat de certains produits de ses marques.
En 1978, la court condamne le collectif Air Pirates mais en 1980, comme ceux-ci ne paient pas l'amende, Disney abandonne les poursuites et ne cherche pas à toucher les sommes dues aussi longtemps que les Air Pirates cessent de plagier ses personnages,. Finalement les auteurs n'ont plus le droit de republier ces histoires.
En 1981, la société Western Publishing cesse de diffuser ses comics dans les magasins de journaux sous la marque Gold Key Comics et préfère les proposer en lot de 3 sous sachets plastiques dans les supermarchés et les drugstores. Ces comics portent alors la marque Whitman Comics. Ce changement de label s'explique par une modification du marché. En effet, les ventes dans les kiosques s'effondrent et les éditeurs cherchent de nouveaux points de vente. Si l'essor progressif des magasins spécialisés dans la vente de comics permet aux éditeurs indépendants puis aux éditeurs de comics de super-héros de s'en sortir, cela n'apporte rien aux éditeurs qui s'adressent aux enfants car ceux-ci ne se rendent pas dans ces boutiques. La vente dans les grands magasins apparaît donc comme une solution à ce problème mais les résultats pour Western Publishing ne sont pas probant et en 1984, la division comics est fermée.
En 1986, l'éditeur Gladstone Publishing reprend les publications Disney aux États-Unis, et ce jusqu'en 1990, date à laquelle Disney lance sa propre maison d'édition Disney Comics.

### 1990-1999: Disney Books et Disney Press
En 1990, Disney lance sa propre publication de comics non liées aux syndicats (ou agence de presse) avec le magazine Disney Adventures.
En 1991, Disney crée sa propre maison d'édition regroupant Hyperion, Disney Press et Mouse Works. Le 13 septembre 1991, Disney Publishing Worldwide achète le magazine de vulgarisation scientifique Discover.
Le 11 février 1992, Disney annonce le rachat du titre FamilyFun, qu'elle associe aux publications Disney Adventures et Discover.
En 1993, Disney arrête son aventure d'éditeur de comics et signe à nouveau avec Gladstone et Marvel Comics, pour quelques titres.
Le 15 août 1994, Disney lance le magazine Family PC.
Le 10 mai 1999, Disney réorganise sa division publication, le Buena Vista Publishing Group devient le Disney Publishing Worldwide et est rattaché à la division Disney Consumer Products tandis que Hyperion Books devient une filiale de ABC.

### Depuis 2000: Disney Publishing
Le 23 juin 2003, DPW et Gemstone lancent la republication des comics classiques Disney, Walt Disney's Comics and Stories.
Le 23 janvier 2006, Disney annonce le lancement au mois de février d'un nouveau magazine mensuel Wondertime. Le premier numéro est publié le 14 février 2006.
Le 17 octobre 2007, Disney Publishing déménage son siège social du 114 Cinquième avenue à New York pour White Plains à 25 milles (40 km) au nord de la mégapole, dans un immeuble situé au 44 South Broadway. 175 employés doivent investir les nouveaux locaux mais une partie des employés dont des éditeurs continuent d'occuper ceux de la cinquième avenue. L'espace libéré a permis à Hyperion d'investir deux étages du 114 Cinquième Avenue.
Le 1er mai 2008, Disney annonce le lancement d'un magazine en espagnol aux États-Unis pour le mois de juillet. Le 9 septembre 2008, Disney Publishing Worldwide lance Disney en Familia, un magazine à destination des mères en espagnol ainsi que le site web associé.
Le 22 janvier 2009, Disney Publishing Worldwide annonce l'arrêt du magazine au profit de FamilyFun, le dernier numéro est publié en mars 2009. Le 15 avril 2009, DPW annonce le lancement d'une publication de bandes dessinées Disney en Inde à la fois en anglais et en hindi. Le 11 juin 2009, DPW annonce le renommage de FamilyFun en Disney FamilyFun à partir de son numéro d'août 2009. Mais Disney avait stoppé la publication en 2007 de Disney Adventures et début 2009 de Wondertime. Le 29 septembre 2009, DPW et Panini signent un accord pour l'édition de publications Disney par Panini en Europe. Le même jour, DPW lance le site www.DisneyDigitalBooks.com qui propose pour un abonnement de 8,95 dollars par mois (6,1 euros) ou de 79,95 dollars par an (54,9 euros) valable pour jusqu'à trois enfants par famille de consulter en ligne des livres numérisés des produits de Disney. Le catalogue initial est de 500 livres, uniquement en langue anglaise et différents services complètent l'offre comme un dictionnaire illustrés ou la création d'histoires. Ce service peut être rapproché de Marvel Digital Comics Unlimited, site et service de Marvel Entertainment, société dont le rachat par Disney a été annoncé fin août 2009.
Le 1er juin 2010, Glénat annonce la publication en bande dessinée des œuvres complètes de Mickey Mouse et Donald Duck en 2011 et 2012 ainsi que de nouvelles histoires. Le 30 juin 2010, Disney Books annonce une série jeunesse écrite par le joueur de baseball Cal Ripken, Jr., le premier  tome Hothead est prévu pour l'hiver 2011 chez Disney-Hyperion. Le 29 septembre 2010, Disney démarre en Italie la publication de DYOU, un mensuel pour préadolescente de Disney Publishing Worldwide qui sera décliné dans 30 pays. Le 7 octobre 2010, DPW lance sa première application de type puzzle sur App Store avec Winnie l'ourson. Le 8 décembre 2010, la filiale indienne de DPW signe un contrat de publication et de distribution avec l'India Today Group.
Le 6 janvier 2011, lors du CES, Disney Publishing annonce avoir atteint 1 million de téléchargement sur son application Disney Books Apps qui propose 9 livres électroniques. Le 16 février 2011, Marvel Comics et Disney Publishing annoncent leur première collaboration concrète avec le lancement d'un mensuel nommé Disney-Pixar Presents en mai 2011 avec des personnages de Pixar. Le 22 mars 2011, Disney Publishing annonce le lancement de plusieurs magazines liés aux personnages de Disney Channel, Pixar et de Marvel Comics. Le 11 avril 2011, Marvel Comics et Disney annoncent qu'ils lanceront en juin une publication grand format sur les Muppets. Le 14 avril 2011, Disney annonce la publication de 1,5 million exemplaires du second tome de la série The Kane Chronicles de Rick Riordan, Throne of Fire prévu pour le 3 mai. Le 18 avril 2011, Egmont annonce le lancement de DYOU un nouveau magazine Disney au Royaume-Uni pour les filels de 10 à 14 ans.
Le 25 juin 2011, Disney lance Disney Comics, une application pour iOS avec l'ensemble des productions américaines classiques ou récentes, dont des personnages Pixar.
Le 5 août 2011, l'éditeur américain Boom! Studios annonce l'arrêt des publications Disney aux États-Unis à partir d'octobre 2011. Le 7 novembre 2011, DPW annonce le lancement du magazine FamilyFun Kids. Le 1er décembre 2011, Disney lance Disney Reads un hub pour réseaux sociaux.
Le 4 janvier 2012, Disney vend le magazine FamilyFun à Meredith Corporation ainsi que le portefeuille d'applications et de produits dérivés associés avec effet à compter de mars 2012. La vente du magazine, lancé en 1991 et axé vers les mères d'enfants de 3 à 11 ans, permet à Disney de se recentrer sur les publications jeunesses. Le 3 février 2012, Disney Publishing Worldwide lance un magazine Club Penguin au Royaume-Uni. Le 13 février 2012, Disney Publishing Worldwide annonce emménager dans le même immeuble que Marvel Comics à New York au 417 Fifth Avenue. Le 24 avril 2012, Disney précise qu'au plus tard le 30 septembre, 100 employés de la direction et liés aux contenus numériques iront à Glendale tandis que 50 employés du Disney Book Group retourneront à New York à proximité des éditeurs Le 11 octobre 2012, Disney annonce une nouvelle politique environnementale pour le papier utilisé pour ses livres et magazines à la suite d'une campagne de protestations menée en mai 2011 par des écologistes.
Le 11 mars 2013, Marvel annonce que le service Marvel Digital Comics Unlimited change de nom pour devenir Marvel Unlimited et qu'il sera disponible sur iOS. Le 28 juin 2013, Disney revend le catalogue de titres adultes et hors fiction de Hyperion à Hachette Book Group et reprend les franchises et publications internes. Le 16 septembre 2013, Disney Publishing Worldwide lance plusieurs applications de lecture pour Android sur Google Play. Le 16 novembre 2013, Disney lance son premier comic book publié par la maison d'édition Marvel Comics, une filiale de Disney depuis 2009 intitulé Disney Kingdoms : Seekers of the Weird. Le 1er novembre 2013, Disney Publishing Worldwide et POW! Entertainment annoncent une série basée sur le zodiaque chinois écrite par Stan Lee et Stuart Moore illustrée par Andie Tong. Le 13 novembre 2013, Disney Publishing annonce de nouvelles publications au travers de l'éditeur Disney Comics, la première basée sur Space Mountain est prévue pour mai 2014 ainsi qu'un nouveau magazine intitulé Disney Comic Zone. Le 6 décembre 2013, l'éditeur Egmont annonce le lancement en février 2014 au Royaume-Uni d'un magazine mensuel sur l'univers du jeu Disney Infinity.
Le 17 avril 2014, Lucasfilm annonce la parution chez Disney Publishing de quatre nouveaux romans sur Star Wars. Le 29 mai 2014, Disney Publishing Worldwide et Walt Disney Records lancent une application karaoké La Reine des neiges. Le 11 juillet 2014, Disney Publishing lance Disney Story Central, une bibliothèque numérique sous la forme d'un site multi-plateforme avec des livres et des livres audio. Le 1er octobre 2014, à la suite d'un accord avec Disney Italie, Giunti Editore devient l'éditeur des titres papier et numérique de Disney Libri et des comics papiers de Marvel et Lucasfilm pour l'Italie.
Le 21 janvier 2015 , Disney accorde une licence à l'éditeur IDW Publishing pour reprendre des publications Disney aux États-Unis dont Uncle Scrooge en avril 2015, une série Donald Duck en mai, une Mickey Mouse en juin et Walt Disney's Comics and Stories en septembre,,. Le 12 février 2015, Disney lance Disney Imagicademy une suite de cinq applications ludo-éducatives pour les 3 à 8 ans,. Le 11 mars 2015, Disney annonce la parution à l'automne 2015 de 20 livres sur Star Wars pour combler le vide entre l'épisode 6 datant de 1983 et l'épisode 7 prévu en 2016. Le 15 septembre 2015, Disney lance une nouvelle gamme de produits, comprenant des livres, disques et applications devant encourager l'esprit positif nommée Star Darlings.
Le 8 mars 2016, Penguin Random House et Disney India lancent des publications Disney en Inde pour les enfants par la division Puffin sous la forme de livres illustrés, de romans, de livres de coloriage et d'activités. Le 23 janvier 2017, IDW Publishing sous licence de Disney annonce la mise à disposition de son catalogue de bandes dessinées Disney sur son application et sur ComiXology à compter du 1er février 2017. Le 11 septembre 2017, Bonnier Publishing et Disney Publishing signent un contrat pour l'édition de titres basés sur les franchises Disney au Royaume-Uni à partir de l'automne 2017. Le 29 janvier 2018, Dark Horse Comics et Disney annoncent une mini-série de comics en trois tomes sur La Reine des neiges (2013). Depuis 2021 Disney Publishing produisent des bandes dessinées de l'univers de Donald Duck, pour les Pays-Bas.

## Organisation
En 2009, les activités sont regroupées sous le nom Disney Book Group aux États-Unis et sont réparties en quatre divisions
- Global Children's Magazines
  - Disney Magazine pour les publications pluri-thématiques
Pour la parution qui prit fin à l'été 2005, voir l'article Disney Magazine
  - FamilyFun
  - Wondertime (stoppé)
  - DYOU (Italie et Royaume-Uni)
- Disney Family Fun Group
  - Disney FamilyFun
  - Disney en Familia
- Disney English
- Disney Global Book Group
  - Disney Books marque pour les recueils de bandes dessinées et livres jeunesses
    - la série Disney Read-Along, des livres avec des enregistrements audio, est éditée par Walt Disney Records

  - Disney Editions pour les éditions plus adultes (elle est aussi parfois associée à Hyperion)
  - Disney-Hyperion
    - Hyperion
    - Miramax Books
    - Hyperion Books for Children, une filiale de Hyperion pour la jeunesse.

  - Disney-Jump at the Sun
  - Disney Press créé le 31 mai[95] 1991 pour des publications pour enfants[96], son premier livre est Walt Disney's 101 Dalmatians: A Counting Book[95]
  - Disney Comics filiale spéciale pour la publication de comics aux États-Unis de 1990 à 1993
Pour les différents comics de Disney parus depuis 1930, voir l'article Comics de Disney.
  - Disney Digital Books, un service de lecture en ligne lancé en septembre 2009

Ainsi que les filiales à l'international : 
- Éditions Disney filiale française
- Editoria Disney/Disney Libri filiale italienne
- Disney Libros filiale espagnole

### Un réseau de producteur-éditeur
La société Disney, bien que reconnu pour "ses" nombreuses bandes dessinées, n'est que rarement la société de production et de distribution de ses œuvres, Disney Publishing Worldwide ne faisant que superviser et gérer les contrats. Plusieurs sociétés se partagent la production et la distribution. La production se fait selon des zones géographiques bien définies et souvent les productions sont revendues entre distributeurs pour couvrir les autres zones.
- États-Unis :
  - Strips quotidiens et planches hebdomadaires : King Features Syndicate
  - Comic-books américains : KK, Western Publishing, Dell, Marvel, Acclaim, SLG, Another Rainbow (Gladstone), Gemstone, Boom! Studios
  - autres productions : Disney Publishing
- Italie : Mondadori / Disney Italia
- Allemagne : Ehapa
- Danemark : Gutenberghus / Egmont
- France : Édi-Monde / Disney Hachette Presse
- Brésil : Abril
- Pays-Bas : Oberon / GP / VNU
- Japon : Kōdansha